# Champions olympiques britanniques
Liste des sportifs britanniques (par sport et par chronologie) médaillés d'or lors des Jeux olympiques d'été et d'hiver, à titre individuel ou par équipe, de 1896 à 2020.

## Jeux olympiques d'été

### Athlétisme
| Nom                                                                  | Discipline(s)          | Année(s) |
| Alfred Tysoe                                                         | 800 m (H)              | 1900     |
| Charles Bennett                                                      | 1 500 m (H)            | 1900     |
| John Rimmer                                                          | 4 000 m steeple (H)    | 1900     |
| Tom Kiely                                                            | Décathlon (H)          | 1904     |
| Wyndham Halswelle                                                    | 400 m (H)              | 1908     |
| Arthur Russell                                                       | 3 200 m steeple (H)    | 1908     |
| William Coales, Joseph Deakin, Archie Robertson                      | 3 miles par équipe (H) | 1908     |
| Emil Voigt                                                           | 5 miles (H)            | 1908     |
| George Larner                                                        | 3 500 m marche (H)     | 1908     |
| George Larner                                                        | 10 miles marche (H)    | 1908     |
| Timothy Ahearne                                                      | Triple saut (H)        | 1908     |
| Arnold Jackson                                                       | 1 500 m (H)            | 1912     |
| David Jacobs, Henry Macintosh, Victor d'Arcy, William Applegarth     | 4 × 100 m (H)          | 1912     |
| Albert Hill                                                          | 800 m (H)              | 1920     |
| Albert Hill                                                          | 1 500 m                | 1920     |
| Percy Hodge                                                          | 3 000 m steeple        | 1920     |
| Cecil Griffiths, Robert Lindsay, John Ainsworth-Davies, Guy Butler   | 4 × 400 m (H)          | 1920     |
| Harold Abrahams                                                      | 100 m (H)              | 1924     |
| Eric Liddell                                                         | 400 m (H)              | 1924     |
| Douglas Lowe                                                         | 800 m (H)              | 1924     |
| Douglas Lowe                                                         | 800 m (H)              | 1928     |
| David Burghley                                                       | 400 m haies (H)        | 1928     |
| Thomas Hampson                                                       | 800 m (H)              | 1932     |
| Thomas Green                                                         | 50 km marche (H)       | 1932     |
| Frederick Wolff, Godfrey Rampling, William Roberts, Godfrey Brown    | 4 × 400 m (H)          | 1936     |
| Harold Whitlock                                                      | 50 km marche (H)       | 1936     |
| Chris Brasher                                                        | 3 000 m steepl (H)     | 1956     |
| Don Thompson                                                         | 50 km marche (H)       | 1960     |
| Ann Packer                                                           | 800 m (F)              | 1964     |
| Kenneth Matthews                                                     | 20 km marche (H)       | 1964     |
| Lynn Davies                                                          | Saut en longueur (H)   | 1964     |
| Mary Rand                                                            | Saut en longueur (F)   | 1964     |
| David Hemery                                                         | 400 m haies (H)        | 1968     |
| Mary Peters                                                          | Pentathlon (F)         | 1972     |
| Allan Wells                                                          | 100 m (H)              | 1980     |
| Steve Ovett                                                          | 800 m (H)              | 1980     |
| Daley Thompson                                                       | Décathlon (H)          | 1980     |
| Sebastian Coe                                                        | 1 500 m (H)            | 1980     |
| Sebastian Coe                                                        | 1 500 m (H)            | 1984     |
| Daley Thompson                                                       | Décathlon (H)          | 1984     |
| Tessa Sanderson                                                      | Lancer du javelot (F)  | 1984     |
| Linford Christie                                                     | 100 m (H)              | 1992     |
| Sally Gunnell                                                        | 400 m haies (F)        | 1992     |
| Jonathan Edwards                                                     | Triple saut (H)        | 2000     |
| Denise Lewis                                                         | Heptathlon (F)         | 2000     |
| Jason Gardener, Darren Campbell, Marlon Devonish, Mark Lewis-Francis | 4 × 100 m (H)          | 2004     |
| Kelly Holmes                                                         | 800 m (F)              | 2004     |
| Kelly Holmes                                                         | 1 500 m (F)            | 2004     |
| Christine Ohuruogu                                                   | 400 m (F)              | 2008     |
| Jessica Ennis-Hill                                                   | Heptathlon (F)         | 2012     |
| Greg Rutherford                                                      | Saut en longueur (H)   | 2012     |
| Mohamed Farah                                                        | 10 000 m (H)           | 2012     |
| Mohamed Farah                                                        | 10 000 m (H)           | 2016     |
| Mohamed Farah                                                        | 5 000 m (H)            | 2012     |
| Mohamed Farah                                                        | 5 000 m (H)            | 2016     |

### Aviron
| Nom | Discipline(s)                   | Année(s) |
| Henry Blackstaffe | Skiff (H)                       | 1908     |
| John Fenning et Gordon Thompson | Deux sans barreur (H)           | 1908     |
| Robert Cudmore, James Gillan, Duncan McKinnon, John Somers-Smith | Quatre sans barreur (H)         | 1908     |
| Albert Gladstone, Frederick Kelly, Banner Johnstone, Guy Nickalls, Charles Burnell, Ronald Sanderson, Raymond Etherington-Smith, Harry Bucknall, Gilchrist Maclagan (barreur) | Huit (H)                        | 1908     |
| William Kinnear | Skiff (H)                       | 1912     |
| Edgar Burgess, Sidney Swann, Leslie Wormald, Ewart Horsfall, James Gillan, Arthur Garton, Alister Kirby, Philip Fleming, Henry Wells (barreur)                                | Huit (H)                        | 1912     |
| Jack Beresford | Skiff (H)                       | 1924     |
| Charles Eley, James MacNabb, Robert Morrisson, Terence Sanders | Quatre sans barreur (H)         | 1924     |
| John Lander, Michael Warriner, Richard Beesly, Edward Vaughan Bevan | Quatre sans barreur (H)         | 1928     |
| Lewis Clive et Arthur Edwards | Deux sans barreur (H)           | 1932     |
| John Babcock, Hugh Edwards, Jack Beresford, Rowland George | Quatre sans barreur (H)         | 1932     |
| Jack Beresford et Leslie Southwood | Deux de couple (H)              | 1936     |
| Richard Burnell et Bertie Bushnell | Deux de couple (H)              | 1948     |
| John Wilson et Ran Laurie | Deux sans barreur (H)           | 1948     |
| Richard Budgett, Martin Cross, Andy Holmes, Steve Redgrave, Adrian Ellison (barreur)                                                                                          | Quatre avec barreur (H)         | 1984     |
| Andy Holmes et Steve Redgrave | Deux sans barreur (H)           | 1988     |
| Matthew Pinsent et Steve Redgrave | Deux sans barreur (H)           | 1992     |
| Greg Searle, Jonny Searle, Garry Herbert (barreur) | Deux avec barreur (H)           | 1992     |
| Matthew Pinsent et Steve Redgrave | Deux sans barreur (H)           | 1996     |
| James Cracknell, Steve Redgrave, Tim Foster, Matthew Pinsent | Quatre sans barreur (H)         | 2000     |
| Andrew Lindsay, Ben Hunt-Davis, Simon Dennis, Louis Attrill, Luka Grubor, Kieran West, Fred Scarlett, Steve Trapmore, Rowley Douglas (barreur)                                | Huit (H)                        | 2000     |
| Steve Williams, James Cracknell, Ed Coode, Matthew Pinsent | Quatre sans barreur (H)         | 2004     |
| Tom James, Andy Hodge, Pete Reed, Steve Williams | Quatre de pointe (H)            | 2008     |
| Zac Purchase, Mark Hunter | Deux de couple poids légers (H) | 2008     |
| Heather Stanning, Helen Glover | Deux sans barreuse (F)          | 2012     |
| Anna Watkins, Katherine Grainger | Deux de couple (F)              | 2012     |
| Alex Gregory, Tom James, Peter Reed, Andy Triggs Hodge | Quatre sans barreur (H)         | 2012     |
| Katherine Copeland, Sophie Hosking | Deux de couple poids léger (F)  | 2012     |
| Alex Gregory, Mohamed Sbihi, George Nash, Constantine Louloudis | Quatre sans barreur (H)         | 2016     |
| Helen Glover, Heather Stanning | Deux sans barreuse (F)          | 2016     |
| Paul Bennett, Scott Durant, Matthew Gotrel, Matthew Langridge, Tom Ransley, Pete Reed, William Satch, Andrew Triggs-Hodge, Phelan Hill                                        | Huit (H)                        | 2016     |

### Boxe
| Nom               | Discipline(s)              | Année(s) |
| Henry Thomas      | Coqs -52,6 kg (H)          | 1908     |
| Richard Gunn      | Plumes 52.6-57,2 kg (H)    | 1908     |
| Frederick Grace   | Légers 57.2-63,5 kg (H)    | 1908     |
| Johnny Douglas    | Moyens 63.5-71,7 kg (H)    | 1908     |
| Albert Oldman     | Lourds +71,7 kg (H)        | 1908     |
| Harry Mallin      | Moyens 66.7-72,6 kg (H)    | 1920     |
| Ronald Rawson     | Lourds +79,4 kg (H)        | 1920     |
| Harry Mallin      | Moyens 66.7-72,6 kg (H)    | 1924     |
| Harry Mitchell    | Mi-lourds 72.6-79,4 kg (H) | 1924     |
| Terence Spinks    | Mouches -51 kg (H)         | 1956     |
| Richard McTaggart | Légers 57-60 kg (H)        | 1956     |
| Chris Finnegan    | Moyens 71-75 kg (H)        | 1968     |
| Audley Harrison   | Super-Lourds +91 kg (H)    | 2000     |
| James DeGale      | Moyens 69-75 kg (H)        | 2008     |
| Luke Campbell     | Coqs -56 kg (H)            | 2012     |
| Nicola Adams      | Mouche -51 kg (F)          | 2012     |
| Nicola Adams      | Mouche -51 kg (F)          | 2016     |
| Anthony Joshua    | Super-lourds +91 kg (H)    | 2012     |
| Galal Yafai       | Mouche -52 kg (H)          | 2020     |
| Lauren Price      | Moyens -75 kg (F)          | 2020     |

### Canoë-kayak
| Nom                            | Discipline(s)                  | Année(s) |
| Tim Brabants                   | 1 000 m kayak monoplace K1 (H) | 2008     |
| Timothy Baillie, Etienne Stott | C2 slalom (H)                  | 2012     |
| Edward McKeever                | 200 m monoplace K1 (H)         | 2012     |
| Joseph Clarke                  | K1 slalom (H)                  | 2016     |
| Liam Heath                     | 200 m monoplace K1 (H)         | 2016     |

### Cyclisme

#### Cyclisme sur piste
| Nom                                                                | Discipline(s)              | Année(s) |
| Victor Johnson                                                     | 660 yards (H)              | 1908     |
| Benjamin Jones                                                     | 5 km (H)                   | 1908     |
| Clarence Kingsbury                                                 | 20 km (H)                  | 1908     |
| Charles Bartlett                                                   | 100 km (H)                 | 1908     |
| Benjamin Jones, Clarence Kingsbury, Leonard Meredith, Ernest Payne | Poursuite par équipe (H)   | 1908     |
| Thomas Lance et Harry Ryan                                         | Tandem (H)                 | 1924     |
| Chris Boardman                                                     | Poursuite individuelle (H) | 1992     |
| Jason Queally                                                      | Kilomètre (H)              | 2000     |
| Chris Hoy                                                          | Kilomètre (H)              | 2004     |
| Bradley Wiggins                                                    | Poursuite individuelle (H) | 2004     |
| Chris Hoy, Jason Kenny, Jamie Staff                                | Vitesse par équipes (H)    | 2008     |
| Bradley Wiggins                                                    | Poursuite individuelle (H) | 2008     |
| Chris Hoy                                                          | Keirin (H)                 | 2008     |
| Chris Hoy                                                          | Keirin (H)                 | 2012     |
| Chris Hoy                                                          | Vitesse (H)                | 2008     |
| Rebecca Romero                                                     | Poursuite individuelle (F) | 2008     |
| Edward Clancy, Paul Manning, Geraint Thomas, Bradley Wiggins       | Poursuite par équipe (H)   | 2008     |
| Victoria Pendleton                                                 | Vitesse (F)                | 2008     |
| Victoria Pendleton                                                 | Keirin (F)                 | 2012     |
| Philip Hindes, Chris Hoy, Jason Kenny                              | Vitesse par équipe (H)     | 2012     |
| Edward Clancy, Geraint Thomas, Steven Burke, Peter Kennaugh        | Poursuite par équipe (F)   | 2012     |
| Jason Kenny                                                        | Vitesse (H)                | 2012     |
| Jason Kenny                                                        | Vitesse (H)                | 2016     |
| Jason Kenny                                                        | Keirin (H)                 | 2016     |
| Laura Kenny                                                        | Keirin (F)                 | 2012     |
| Laura Kenny                                                        | Omnium (F)                 | 2016     |
| Danielle Rowe, Laura Kenny, Joanna Rowsell-Shand                   | Poursuite par équipe (F)   | 2012     |
| Philip Hindes, Jason Kenny, Callum Skinner                         | Vitesse par équipe (H)     | 2016     |
| Steven Burke, Edward Clancy, Owain Doull, Bradley Wiggins          | Poursuite par équipe (H)   | 2016     |
| Katie Archibald, Elinor Barker, Joanna Rowsell-Shand, Laura Kenny  | Poursuite par équipe (F)   | 2016     |
| Matthew Walls                                                      | Omnium (H)                 | 2020     |
| Katie Archibald, Laura Kenny                                       | Course à l'américaine (F)  | 2020     |
| Jason Kenny                                                        | Keirin (H)                 | 2020     |

#### Cyclisme sur route
| Nom             | Discipline(s)        | Année(s) |
| Nicole Cooke    | Course sur route (F) | 2008     |
| Bradley Wiggins | Contre-la-montre (H) | 2012     |

#### VTT
| Nom         | Discipline(s)     | Année(s) |
| Tom Pidcock | Cross-country (H) | 2020     |

#### BMX
| Nom                   | Discipline(s) | Année(s) |
| Beth Shriever         | Racing (F)    | 2020     |
| Charlotte Worthington | Freestyle (F) | 2020     |

### Équitation
| Nom | Discipline(s)               | Année(s) |
| Wilfred White et Nizefela, Douglas Stewart et Aherlow, Harry Llewellyn and Foxhunter                                          | Saut d'obstacles par équipe | 1952     |
| Francis Weldon et Kilbarry, Arthur Rook et Wild Venture, Bertie Hill et Countyman III                                         | Concours complet par équipe | 1956     |
| Derek Allhusen et Lochinvar, Richard Meade et Cornishman V, Reuben Jones et The Poacher                                       | Concours complet par équipe | 1968     |
| Richard Meade et Laurieston                                                                                                   | Concours complet individuel | 1972     |
| Richard Meade et Laurieston, Mary Gordon-Watson et Cornishman, Bridget Parker et Cornish Gold, Mark Phillips et Great Ovation | Concours complet par équipe | 1972     |
| Leslie Law et Shear l'Eau | Concours complet individuel | 1992     |
| Nick Skelton et Big Star, Ben Maher et Triple X III, Scott Brash et Hello Sanctos, Peter Charles et Vindicat                  | Saut d'obstacles par équipe | 2012     |
| Laura Tomlinson et Mistral Hojris, Charlotte Dujardin et Valegro, Carl Hester et Uthopia                                      | Dressage par équipe         | 2012     |
| Charlotte Dujardin et Valegro                                                                                                 | Dressage individuel         | 2012     |
| Charlotte Dujardin et Valegro                                                                                                 | Dressage individuel         | 2016     |
| Nick Skelton et Big Star | Saut d'obstacles individuel | 2016     |
| Laura Collett et London 52, Tom McEwen et Toledo de Kerser, Oliver Townend et Ballaghmor Class                                | Concours complet par équipe | 2020     |
| Ben Maher et Explosion W | Saut d'obstacles individuel | 2020     |

### Escrime
| Nom           | Discipline(s) | Année(s) |
| Gillian Sheen | Fleuret (F)   | 1956     |

### Gymnastique artistique
| Nom          | Discipline(s)       | Année(s) |
| Max Whitlock | Cheval d'arçons (H) | 2020     |

### Football
| Nom | Discipline(s) | Année(s) |
| Tom Burridge, Claude Buckenham, Alfred Chalk, William Gosling, A. Haslam (capitaine), James Henry Jones (gardien), J. Nicholas, William Quash, F.G. Spackman, Arthur Turner, James Zealley                           | Tournoi (H)   | 1900     |
| Horace Bailey, Arthur Berry, Frederick Chapman, Walter Corbett, Harold Hardman, Robert Hawkes, Kenneth Hunt, Herbert Smith, Harold Stapley, Clyde Purnell, Vivian Woodward                                           | Tournoi (H)   | 1908     |
| Arthur Berry, Ronald Brebner, Thomas Burn, Joseph Dines, Edward Hanney, Gordon Hoare, Arthur Knight, Henry Littlewort, Douglas McWhirter, Ivan Sharpe, Harold Stamper, Harold Walden, Vivian Woodward, Gordon Wright | Tournoi (H)   | 1912     |

### Haltérophilie
| Nom               | Discipline(s)           | Année(s) |
| Launceston Elliot | Poids lourd - à un bras | 1896     |

### Hockey sur gazon
| Nom | Discipline(s) | Année(s) |
| Harvey Wood, Harry Freeman, Louis Baillon, John Robinson, Edgar Page, Alan Noble, Percy Rees, Gerald Logan, Stanley Shoveller, Reginald "Reggie" Pridmore et Eric Green                                                                       | Tournoi (H)   | 1908     |
| Harold Cassels, Harold Cooke, Eric Crockford, Reginald Crummack, Harry Haslam, Arthur Leighton, Charles Marcon, John McBryan, George McGrath, Stanley Shoveller, William Smith, Cyril Wilkinson                                               | Tournoi (H)   | 1920     |
| Paul Barber, Stephen Batchelor, Kulbir Bhaura, Robert Clift, Richard Dodds, David Faulkner, Russell Garcia, Martyn Grimley, Sean Kerly, Jimmy Kirkwood, Richard Leman, Stephen Martin, Veryan Pappin, Jon Potter, Imran Sherwani, Ian Taylor. | Tournoi (H)   | 1988     |

### Lutte
| Nom                 | Discipline(s)              | Année(s) |
| George de Relwyskow | Lutte libre - Poids légers | 1908     |
| Stanley Bacon       | Lutte libre - Poids moyens | 1908     |
| Con O'Kelly         | Lutte libre - Poids lourds | 1908     |

### Natation
| Nom                                                                  | Discipline(s)            | Année(s) |
| John Arthur Jarvis                                                   | 1 000 m nage libre (H)   | 1900     |
| John Arthur Jarvis                                                   | 4 000 m nage libre (H)   | 1900     |
| Henry Taylor                                                         | 400 m nage libre         | 1908     |
| Henry Taylor                                                         | 1 500 m nage libre       | 1908     |
| Robert Skelton                                                       | 200 m brasse (H)         | 1908     |
| John Derbyshire, Paul Radmilovic, William Foster, Henry Taylor       | 4 × 200 m nage libre (H) | 1908     |
| Isabella Mary Moore, Jennie Fletcher, Annie Speirs et Irene Steer    | 4 × 100 m nage libre (F) | 1912     |
| Lucy Morton                                                          | 200 m dos (F)            | 1924     |
| Judith Brenda Grinham                                                | 100 m dos (F)            | 1956     |
| Anita Lonsbrough                                                     | 200 m brasse (F)         | 1960     |
| David Wilkie                                                         | 200 m brasse (H)         | 1976     |
| Duncan Goodhew                                                       | 100 m brasse (H)         | 1980     |
| Adrian Moorhouse                                                     | 100 m brasse (H)         | 1988     |
| Rebecca Adlington                                                    | 400 m nage libre (F)     | 2008     |
| Rebecca Adlington                                                    | 800 m nage libre (F)     | 2008     |
| Adam Peaty                                                           | 100 m brasse (H)         | 2016     |
| Adam Peaty                                                           | 100 m brasse (H)         | 2020     |
| Thomas Dean                                                          | 200 m nage libre (H)     | 2020     |
| Thomas Dean, James Guy, Matthew Richards, Duncan Scott, Calum Jarvis | 4 × 200 m nage libre (H) | 2020     |
| Kathleen Dawson, James Guy, Anna Hopkin, Adam Peaty, Freya Anderson  | 4 × 100 m 4 nages (M)    | 2020     |

### Pentathlon moderne
| Nom                                           | Discipline(s)  | Année(s) |
| Adrian Parker, Robert Nightingale, Jeremy Fox | Par équipe (H) | 1976     |
| Stephanie Cook                                | Individuel (F) | 2000     |
| Kate French                                   | Individuel (F) | 2020     |
| Joseph Choong                                 | Individuel (H) | 2020     |

### Plongeon
| Nom                  | Discipline(s)                   | Année(s) |
| Tom Daley, Matty Lee | Haut-vol à 10 m synchronisé (H) | 2020     |

### Tennis
| Nom                                             | Discipline(s)       | Année(s) |
| John Pius Boland                                | Simple (H)          | 1896     |
| Charlotte Cooper                                | Simple (D)          | 1900     |
| Hugh Lawrence Doherty                           | Simple (H)          | 1900     |
| Hugh Lawrence Doherty et Reginald Frank Doherty | Double (H)          | 1900     |
| Charlotte Cooper et Reginald Frank Doherty      | Double (M)          | 1900     |
| Dorothea Douglass Chambers                      | Simple (D)          | 1908     |
| Josiah Ritchie                                  | Simple (H)          | 1908     |
| George Whiteside et Reginald Frank Doherty      | Double(H)           | 1908     |
| Gwendoline Eastlake-Smith                       | Simple en salle (D) | 1908     |
| Arthur Gore                                     | Simple en salle (H) | 1908     |
| Arthur Gore et Herbert Barrett                  | Double en salle (H) | 1908     |
| Edith Hannam                                    | Simple en salle (D) | 1912     |
| Edith Hannam et Charles Dixon                   | Double en salle (M) | 1912     |
| Kathleen McKane Godfree et Margaret McNair      | Double (F)          | 1920     |
| Oswald Turnbull et Max Woosnam                  | Double (H)          | 1920     |
| Andy Murray                                     | Simple (H)          | 2012     |

### Taekwondo
| Nom        | Discipline(s) | Année(s) |
| Jade Jones | -57 kg (F)    | 2012     |

### Tir
| Nom                                                                                   | Discipline(s)                                      | Année(s) |
| John Francis Fleming                                                                  | Petite carabine à 25 yd, cible mobile              | 1908     |
| William Kensett Styles                                                                | Petite carabine à 25 yd, cible mouvante            | 1908     |
| Arthur Ashton Carnell                                                                 | Carabine à 50 m couché                             | 1908     |
| Joshua Millner                                                                        | Carabine libre à 1000 yd couché                    | 1908     |
| Edward Amoore, Harold Humby, Maurice Matthews, William Pimm                           | Petite carabine 50+100 yd par équipe               | 1908     |
| Peter Easte, Alexander Maunder, Frank Moore, Charles Palmer, James Pike, John Postans | Tir aux pigeons d'argile par équipe                | 1908     |
| Edward Lessimore, Robert Murray, Joseph Pepé, William Pimm                            | Petite carabine à 50 m par équipe                  | 1912     |
| Cyril Mackworth-Praed, Philip Neame, Herbert Perry, Allen Whitty                      | Tir au cerf courant coup double à 100 m par équipe | 1924     |
| John Braithwaite                                                                      | Fosse olympique                                    | 1968     |
| Malcolm Cooper                                                                        | Carabine à 50 m trois positions                    | 1984     |
| Malcolm Cooper                                                                        | Carabine trois positions                           | 1988     |
| Richard Faulds                                                                        | Double Trap                                        | 2000     |
| Peter Wilson, Russell Wilson                                                          | Double Trap                                        | 2012     |

### Tir à l'arc
| Nom            | Discipline(s)             | Année(s) |
| William Dod    | Double York round (H)     | 1908     |
| Queenie Newall | Double National round (F) | 1908     |

### Triathlon
| Nom                                                                  | Discipline(s)  | Année(s) |
| Alistair Brownlee                                                    | Individuel (H) | 2012     |
| Jessica Learmonth, Georgia Taylor-Brown, Jonathan Brownlee, Alex Yee | Relais (M)     | 2020     |

### Voile
| Nom | Discipline(s)       | Année(s) |
| Lorne Currie, John Gretton, Linton Hope, Algernon Maudsley                                                                                       | 0–1/2 ton           | 1900     |
| Edward Hore, H. N. Jefferson, J. Howard Taylor                                                                                                   | 3-10 ton            | 1900     |
| Lorne Currie, John Gretton, Linton Hope, Algernon Maudsley                                                                                       | Classe ouverte      | 1900     |
| Gilbert Laws, Thomas McMeekin, Charles Crichton                                                                                                  | 6 mètres class      | 1908     |
| Charles Rivett-Carnac, Richard Dixon, Norman Bingley, Frances Rivett-Carnac                                                                      | 7 mètres class      | 1908     |
| Blair Cochrane, Arthur Wood, Henry Sutton, John Rhodes, Charles Campbell                                                                         | 8 mètres class      | 1908     |
| Thomas Glen-Coats, Arthur Downes, John Downes, John Buchanan, David Dunlop, John Mackenzie, Gerald Tait, James Bunten, Albert Martin, John Aspin | 12 mètres class     | 1908     |
| Francis Richards et Thomas Hedberg | Dinghy 18 pieds     | 1920     |
| William Maddison, Dorothy Wright, Robert Coleman, Cyril Wright                                                                                   | 7 mètres class      | 1920     |
| Miles Bellville, Russell Harmer, Charles Leaf, Leonard Martin, Christopher Boardman                                                              | 6 mètres class      | 1936     |
| Davis Bond et Stewart Morris | Swallow (H)         | 1948     |
| Rodney Pattisson et Iain MacDonald-Smith | Flying Dutchman (H) | 1968     |
| Rodney Pattisson et Christopher Davies | Flying Dutchman (H) | 1972     |
| Reginald White et John Osborn | Tornado             | 1976     |
| Michael McIntyre et Bryn Vaile | Star                | 1988     |
| Shirley Robertson | Europe (F)          | 2000     |
| Ben Ainslie | Laser               | 2000     |
| Iain Percy | Finn (H)            | 2000     |
| Ben Ainslie | Finn (H)            | 2004     |
| Shirley Robertson, Sarah Webb, Sarah Ayton | Yngling (F)         | 2004     |
| Sarah Ayton, Sarah Webb, Pippa Wilson | Yngling (F)         | 2008     |
| Ben Ainslie | Finn (H)            | 2008     |
| Paul Goodison | Laser               | 2008     |
| Iain Percy, Andrew Simpson | Star (H)            | 2008     |
| Ben Ainslie | Finn (H)            | 2012     |
| Stuart Bithell, Dylan Fletcher | 49er (H)            | 2020     |
| Giles Scott | Finn (H)            | 2020     |
| Hannah Mills, Eilidh McIntyre | 470 (F)             | 2020     |

### Water polo
| Nom | Discipline(s) | Année(s) |
| Thomas Coe, John Henry Derbyshire, Peter Kemp, William Lister, Arthur G. Robertson, Eric Robinson, George Wilkinson                                 | Tournoi (H)   | 1900     |
| George Cornet, Charles Forsyth, George Nevinson, Paul Radmilovic, Charles Sydney Smith (gardien de but, capitaine), Thomas Thould, George Wilkinson | Tournoi (H)   | 1908     |
| Charles Sydney Smith, George Cornet, George Wilkinson, Charles Bugbee, Arthur Edwin Hill, Paul Radmilovic, Isaac Bentham                            | Tournoi (H)   | 1912     |
| Charles Sydney Smith, Paul Radmilovic, Charles Bugbee, Noel Purcell, Christopher Jones, William Peacock, William Henry Dean                         | Tournoi (H)   | 1920     |

## Jeux olympiques d'hiver

### Bobsleigh
| Noms                                    | Discipline(s)  | Année(s) |
| Robin Thomas Dixon et Antony James Nash | Bob à deux (H) | 1964     |

### Curling
| Nom | Discipline(s) | Année(s) |
| John T. S. Robertson-Aikman (capitaine), William K. Jackson (skip), Robin Welsh, Thomas Murray, Remplaçants : Laurence Jackson, John McLeod, William Brown, D. G. Astley | Tournoi (H)   | 1924     |
| Margaret Morton, Rhona Martin, Deborah Knox, Fiona MacDonald, Janice Rankin                                                                                              | Tournoi (F)   | 2002     |

### Hockey sur glace
| Nom | Discipline(s) | Année(s) |
| Alexander Archer, Jimmy Borland, Edgar Brenchley, Jimmy Chappell, Arthur Child, John Coward, Gordon Dailley, Gerry Davey, Carl Erhardt, James Foster, Jack Kilpatrick, Archibald Stinchcombe, Robert Wyman | Tournoi (H)   | 1936     |

### Patinage artistique
| Noms                              | Discipline(s)   | Année(s) |
| Madge Syers                       | Femmes          | 1908     |
| Jeannette Altwegg                 | Femmes          | 1952     |
| John Curry                        | Hommes          | 1976     |
| Robin Cousins                     | Hommes          | 1980     |
| Jayne Torvill et Christopher Dean | Danse sur glace | 1984     |

### Skeleton
| Noms              | Discipline(s) | Année(s) |
| Shelley Rudman    | Femmes        | 2006     |
| Amy Williams      | Femmes        | 2010     |
| Elizabeth Yarnold | Femmes        | 2014     |
| Elizabeth Yarnold | Femmes        | 2018     |

## Anciens sports olympiques

### Jeu de raquettes
| Nom                              | Discipline(s) | Année(s) |
| Evan Noel                        | Simple (H)    | 1908     |
| Vane Pennell et John Jacob Astor | Double (H)    | 1908     |

### Motonautisme
| Nom                                                                          | Discipline(s)                  | Année(s) |
| Isaac Thomas Thornycroft, Bernard Redwood et John Field-Richards sur Gyrinus | Classe B Moins de 60 pieds (H) | 2004     |
| Isaac Thomas Thornycroft, Bernard Redwood et John Field-Richards sur Gyrinus | Classe C 6.5–8 m (H)           | 1992     |

### Cricket
| Nom | Discipline(s) | Année(s) |
| C.B.K. Beachcroft (capitaine), Arthur Birkett, Alfred Bowerman, George Buckley, Francis Burchell, Frederick Christian, Harry Corner, Frederick Cuming, William Donne, Alfred Powlesland, John Symes, Montagu Toller | Un seul match | 2004     |

### Polo
| Nom | Discipline(s) | Année(s) |
| Charles Darley Miller, George Arthur Miller, Patteson Nickalls, Herbert Haydon Wilson dans l'équipe de Roehampton | Tournoi       | 2004     |
| Teignmouth Melville, Frederick Barrett, John Wodehouse, Vivian Lockett                                            | Tournoi       | 1920     |

### Tir à la corde
| Nom | Discipline(s) | Année(s) |
| Edward Barrett, John Duke, Frederick Goodfellow, Frederick Humphreys, William Hirons, Albert Ireton, Frederick Merriman Edwin Mills, John James Shepherd dans l'équipe de City of London Police |               | 1908     |
| George Canning, Frederick Humphreys, Frederick Holmes, Edwin Mills, John Sewell, John James Shepherd, Harry Stiff, Ernest Thorn                                                                 |               | 1992     |

## Britanniques dans des équipes mixtes

### Athlétisme
| Nom                                                         | Discipline(s)          | Année(s) |
| Charles Bennett, Alfred Tysoe, John Rimmer, Sidney Robinson | 5 000 m par équipe (H) | 1900     |

### Polo
| Nom                                                                                                | Discipline(s) | Année(s) |
| John Beresford, Denis St. George Daly, Sir Alfred Rawlinson dans l'équipe de Foxhunters Hurlingham | Tournoi       | 1900     |